# George Emil Palade

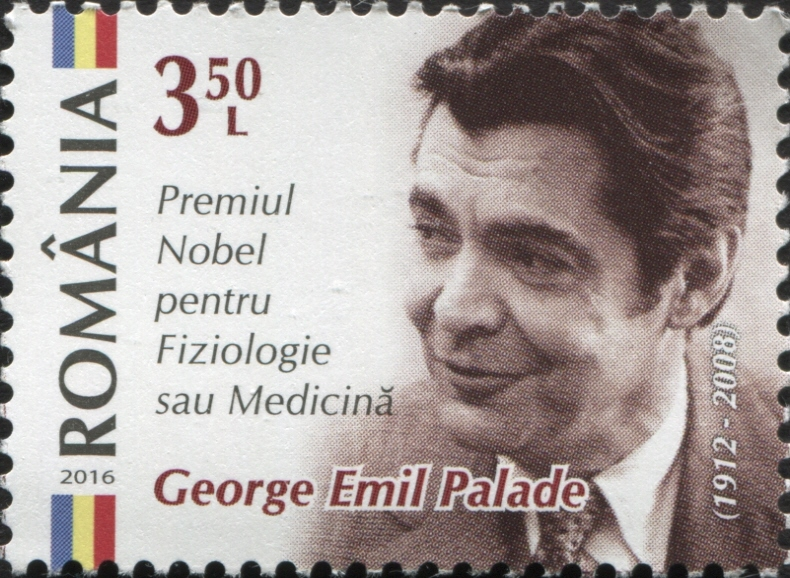
George Emil Palade (rumänische Briefmarke von 2016)

George Emil Palade (Ausspracheⓘ; * 19. November 1912 in Iași, Rumänien; † 7. Oktober 2008 in Del Mar, Kalifornien) war ein rumänisch-US-amerikanischer Mediziner und Zellbiologe. Er ist Träger des Nobelpreises für Physiologie oder Medizin 1974 und gilt als Begründer der modernen Zellbiologie.
Palade wurde als Sohn eines Philosophieprofessors und einer Lehrerin in Iași geboren. Nach Ausbildungen in seiner Heimatstadt und in Buzău begann er 1930 mit dem Studium der Medizin an der Universität Bukarest, das er 1940 mit dem Doktorgrad abschloss. Nach dem Zweiten Weltkrieg ging er 1945 zu weiteren Studien in die USA. Dort traf er 1946 an der Rockefeller University in New York City auf Albert Claude, der ihn für die Arbeit mit dem Elektronenmikroskop begeisterte. 1952 erhielt er die US-amerikanische Staatsbürgerschaft.
Schwerpunkte seiner Arbeit waren elektronenmikroskopische und Pulsmarkierungs-Untersuchungen von Zellstrukturen wie Mitochondrien, Chloroplasten und dem Golgi-Apparat, 1953 lieferte er die erste Beschreibung der Ribosomen. Von 1958 bis 1973 war er Professor am Rockefeller-Institut. 1957 wurde er in die American Academy of Arts and Sciences gewählt, 1961 in die National Academy of Sciences. 1967 wurde Palade mit dem Gairdner Foundation International Award ausgezeichnet, 1971 mit dem Dickson Prize in Science. 1973 wurde er Mitglied der Deutschen Akademie der Naturforscher Leopoldina. 1974 erhielt er gemeinsam mit Albert Claude und Christian de Duve den Nobelpreis für Physiologie oder Medizin „für ihre Entdeckungen zur strukturellen und funktionellen Organisation der Zelle“. 1976 war er Präsident der American Society for Cell Biology. 1981 erhielt er die E. B. Wilson Medal und 1985 die Schleiden-Medaille.
Von 1973 bis 1990 war er als Professor an der Yale University und seit 1990 an der University of California, San Diego tätig.
Die Universität für Medizin, Pharmazie, Naturwissenschaften und Technik in der rumänische Stadt Târgu Mureș wurde nach ihm benannt.